# Leon Kirchner
Leon Kirchner (* 24. Januar 1919 in Brooklyn, New York; † 17. September 2009 in Manhattan, New York) war ein US-amerikanischer Komponist.

## Leben
Der junge Kirchner studierte Klavier am Los Angeles City College, wo er die Aufmerksamkeit von Ernst Toch erregte, der ihn zu Arnold Schönberg schickte; er studierte von 1938 bis 1942 bei ihm und Ernest Bloch an der University of California in Berkeley, wo er graduierte und den „George Ladd Prix de Paris“ 1942 gewann. Durch den Krieg war es ihm jedoch nicht möglich, nach Paris zu gehen. Stattdessen nahm er Privatunterricht bei Roger Sessions in New York. Nach seinem dreijährigen Militärdienst kehrte er nach Berkeley zurück und begann als Musiklehrer zu arbeiten. 1954 ging er an die Fakultät für Musik am Mills College in Oakland, Kalifornien, eine Anstellung, für die Igor Stravinsky ihn empfohlen hatte. Von 1961 bis 1991 war er Professor an der Harvard University, wo er unter anderem der Lehrer von John Adams war. Zu seinen weiteren Schülern zählten James Buswell, Lynn Chang und Yo-Yo Ma. Neben seiner Professur dirigierte er und trat als Pianist auf.
Mit seinem Umzug nach New York 1948 gehörte Kirchner bald in die Reihe der Komponisten, die die amerikanische Musik in der zweiten Hälfte des 20. Jahrhunderts prägten, wie z. B. Arthur Berger, Leonard Bernstein, Elliott Carter, Aaron Copland, David Diamond, Lukas Foss, und Earl Kim.
Vor allem Schönberg, Alban Berg und Anton Webern beeinflussen Kirchners stets individuell bleibende Musik, „die manchmal gequält, manchmal treibend und energiegeladen wirkt“. Der hochgebildete Kirchner hat sich in seinen Werken mehrfach auf Schriftsteller bezogen: Seine Oper Lily basiert auf einem Roman Saul Bellows, für sein Oratorium Of Things Exactly As They Are verwendete er Texte von Robinson Jeffers, Emily Dickinson, Edna St. Vincent Millay, Wallace Stevens und Robert Lowell, sein Chorwerk Words from Wordsworth verarbeitet Verse von William Wordsworth.
Bei den Weltmusiktagen der International Society for Contemporary Music (ISCM World Music Days) wurden 1954 in Haifa sein Streichquartett (Nr. 1) und 1957 in Zürich sein Klavierkonzert (Nr. 1) aufgeführt.
1962 wurde Kirchner in die American Academy of Arts and Sciences sowie in die American Academy of Arts and Letters gewählt. Für sein drittes Streichquartett erhielt er 1967 den Pulitzerpreis.

## Werke (Auswahl)
- 1947: Duo für Violine und Klavier
- 1948: Klaviersonate
- 1949: Kleine Suite
- 1949: Streichquartett Nr. 1
- 1951: Sinfonia
- 1952: Sonata Concertante für Violine und Klavier
- 1953: Klavierkonzert Nr. 1
- 1954: Trio (Klaviertrio Nr. 1)
- 1955: Toccata
- 1958: Streichquartett Nr. 2
- 1960: Konzert für Violine, Cello, 10 Bläser und Schlagzeug
- 1962: Klavierkonzert Nr. 2
- 1965: Fanfare für Horn und zwei Trompeten
- 1966: Streichquartett Nr. 3
- 1966: Words from Wordsworth
- 1969: Musik für Orchester
- 1973: Flutings for Paula für Flöte und Schlagzeug
- 1977: Fanfare II
- 1977: Lily
- 1978: Musik für Flöte und Orchester
- 1982: The Twilight Stood
- 1985: Music for Twelve
- 1986: For Cello solo
- 1986: For Violin solo
- 1986: Illuminations
- 1987: Five Pieces
- 1988: For Violin solo II
- 1988: Triptych
- 1988: Two Duos
- 1989: Interlude
- 1990: Kaleidoskop
- 1992: Musik für Cello und Orchester
- 1993: Trio II
- 1995: For the Left Hand
- 1997: Of Things Exactly As They Are
- 2002: Duo No. 2
- 2003: Interlude II
- 2003: Klaviersonate Nr. 2
- 2006: Streichquartett Nr. 4
- 2006: Klaviersonate Nr. 3 (The Forbidden), Version für großes Orchester 2008